# Parlamentsvalet i Portugal 2025
Parlamentsvalet i Portugal 2025 hölls söndagen den 18 maj 2025 för att utse 230 platser i det portugisiska parlamentet - Assembleia da República.

Mitt-högersamlingen Demokratiska alliansen, ledd av premiärminister Luís Montenegro, vann valet med 31,8% av rösterna och blev största partiet med 91 platser i parlamentet, utan att nå egen majoritet.

Ytterhögerpartiet Chega gick framåt och fick 60 platser i parlamentet. 
Socialistpartiet gjorde sitt sämsta val sen 1974 och partiledaren Pedro Nuno har meddelat sin avgång.